# ادوارد آسادوف
ادوارد آسادوف (ارمنی: Էդուարդ Ասադով؛ روسی: Эдуа́рд Арка́дьевич Аса́дов؛ IPA: [ɨdʊˈart ɐrˈkadʲjɪvʲɪtɕ ɐˈsadəf] ()؛ ۷ سپتامبر ۱۹۲۳ – ۲۱ آوریل ۲۰۰۴) شاعر، نویسنده نابینای ارمنی‌تبار اهل روسیه بود.

## زندگی‌نامه
وی در ۷ سپتامبر ۱۹۲۳ در ماری به دنیا آمد و از انستیتو ادبیات ماکسیم گورکی فارغ‌التحصیل گشت. وی همچنین برنده جوایزی همچون مدال دفاع از سواستوپول، مدال دفاع از لنینگراد، نشان درجه ۴ لیاقت میهن‌پرستی، نشان دوستی خلق و نشان لنین شد. وی در ۲۱ آوریل ۲۰۰۴ در سن ۸۰ سالگی در اودینتسوفو درگذشت و در گورستان کونتسفو به خاک سپرده شد.